# Černé město
Černé město (maď. A fekete város) je nejslavnější román Kálmána Mikszátha. Jeho první vydání vyšlo v roce 1910, několik měsíců po autorově smrti. Román patří k vrcholům maďarské realistické tvorby. V roce 1971 dostal filmovou podobu.

## Děj
Na počátku 18. století, kdy jsou Uhry zmítány protihabsburským povstáním, je hlavou spišské župy podžupan Pavel Görgey. Při lovu na hranici svého pozemku s pozemkem svobodného města Levoča mu levočský starosta Karol Kramler zastřelí loveckého psa. Görgey si to nenechá líbit a ve vzteku Kramlera postřelí. Místo pomoci nechají levočští měšťané s Nustkorbem v čele starostu vykrvácet, odvolávaje se na staré právo, kdy pozemek označený krví starosty se stává pozemkem města. Městská rada nařídí všem obyvatelům povinný smutek. Dokud nebude provedena odplata, musí všichni lidé v Levoči chodit v černém. Novým starostou je zvolen pan Nustkorb. Görgey zatím přestěhuje sídlo župy na svůj zámek do Hrhova, protože se obává pomsty.
Pavel Görgey má dceru Rozálku, která je vychovávána příbuznými v jiné části Uher. Zde však začne zuřit mor, příbuzní na něj zemřou a Pavel se rozhodne svou dceru odvést. Je si však jist, že u něj nebude v bezpečí, proto vymýšlí, kam ji schovat. Pomůže mu v tom jeho známý, starý Quendel, s nímž se náhodou setká. Spolu s ním vymyslí plán, že nejlépe bude jeho dceři v nepřátelském městě Levoči. Vymyslí pro ni cizí jméno Rozálie Otrokócsyová a pošle ji s Quendelem do Levoči. Cestou je však přepadnou lupiči a seberou jim koně. Pomůže jim dostavník, který jede stejným směrem a v němž cestuje mimo jiné i mladý levočský senátor Antal Fabricius, který se do Rozálky okamžitě zamiluje. Ta jeho city opětuje.
Čas plyne dál, Nustkorb tragicky zahyne, když jej zavalí převážený Kramlerův náhrobek. Novým starostou se stane mladičký Fabricius, který chystá svatbu s Rozálkou. Pavel Görgey si od nového starosty slibuje zlepšení poměrů, rozhodne se vrátit svůj úřad do Levoče. Jede v čele okázalého průvodu, je však zbaběle vlákán do pasti, odsouzen Fabriciem k smrti a okamžitě popraven. Teprve potom je vpuštěn do města jeho průvod. Román končí výstupem dědy Quendela, který vlétne na radnici a nadává radním, že takhle se nejedná s otcem jedoucím za dcerou. Fabricius si ho nevšímá, ale když mu Quendel řekne, kdo je Rozálie Otrokócsyová, skácí se na zem.